# 夫婦。
『夫婦。』（ふうふ。）は、2004年10月10日から12月19日まで毎週日曜日21:00 - 21:54に、TBS系の「日曜劇場」枠で放送された日本のテレビドラマ。主演は田村正和と黒木瞳。

## 概要
25年間、連れ添ってきた夫婦の日常から、離婚を経てもう一度ステップアップし、やり直していこうという過程を、田村演ずる山口太一の対談番組を収録している様子の回顧録から描いたストーリー。
田村正和は、黒木瞳と、『オヤジぃ。』以来4年振りに再度夫婦として、塚本高史と、『おとうさん』以来2年ぶりの共演となる。

## 登場人物

### 山口家
山口 太一〈59〉
演 - 田村正和
山口家の大黒柱。通販会社の社長。テレビ番組で社長自ら商品を紹介し、売り込む。価格を言った後の決め台詞は「またカミさんに怒られちゃいますよ」であるが、実際は亭主関白。
山口 華（はな）〈46〉
演 - 黒木瞳
太一の妻。駆け落ち同然で結婚。家事をきちんとこなして、一家を専業主婦として内から守る。“内助の功”を絵に書いたような人。
山口 菜穂（なお）〈25〉
演 - 加藤あい
山口家の長女。占いなどに極めて流されやすい性格。いきなり、慎吾との結婚話を切り出し、山口家をあっと驚かせる。
山口 順〈22〉
演 - 塚本高史
山口家の長男。もえからは「順ちゃん」と呼ばれている。に通っているが、一留ということを隠し続けてきた。両親は、父親の通販会社に入り、後を継いでもらいたいと思っているが、実際は、やりたいことを模索しながら、路上でライブをしている。静香と知り合い、ボランティアでもえと同じ子どもたちとふれあっている。

### その他
敏江〈42〉
演 - 深浦加奈子
華の主婦仲間。華が心を許して、グチをこぼしている。
照代〈31〉
演 - 今井陽子
華の主婦仲間。華が心を許して、グチをこぼしている。
赤井
演 - 宮迫博之（雨上がり決死隊）
結婚式当日にフラれた男。
梶川 由香里〈26〉
演 - 青木麻由子
ピアチェーレブライダルに勤務する幸子の部下。
元木 マサ子
演 - 松原智恵子
慎吾の母親。山形で理髪店を経営しながら暮らしている。心臓に病を患っている。
田之上 静香〈32〉
演 - 西田尚美
看護師。路上で歌っていた順にいきなりキスをしたり、看護師ながら煙草を吸うなどぶっきらぼうな性格。一人娘もえがいて、未婚の母（シングルマザー）でもある。
元木 慎吾〈28〉
演 - 大森南朋
太一の部下で、菜穂の婚約者で、山口家の義理の息子。優しい性格である。
待田 幸子〈39〉
演 - 羽田美智子
慎吾と菜穂が結婚式を挙げる時に担当となった、プランの提案から演出全てを一手に引き受けるウェディングプランナー。太一が昔好きだった女性に容姿が似ていた為、不倫関係に。

## スタッフ
- 脚本 - 遊川和彦
- 演出 - 清弘誠、高成麻畝子
- プロデューサー - 八木康夫
- 主題歌 - 森山良子「あなたが好きで〜04年シングル･ヴァージョン」[2]（作詞・作曲：森山良子）
主題歌は、この番組の劇中曲を演奏した千住明が編曲・アレンジを担当。
森山良子は、このドラマで、華がいつも通っているスーパーマーケットの試食の販売員として、ゲスト出演した。
- 演出補 - 木村政和、後藤庸介、金澤麻樹、横井雄一郎
- 編成 - 山田康裕
- プロデューサー補 - 壁谷悌之、佐々木雅之
- 協力 - 緑山スタジオ・シティ
- 制作 - TBSテレビ
- 製作著作 - TBS

## 放送日程
| 各話                                                     | 放送日   | サブタイトル             | 演出       | 視聴率 |
| -------------------------------------------------------- | -------- | ------------------------ | ---------- | ------ |
| 第1話                                                    | 10月10日 | 妻の言い分VS夫の言いわけ | 清弘誠     | 18.0%  |
| 第2話                                                    | 10月17日 | 愛してるって言ってほしい | 清弘誠     | 15.0%  |
| 第3話                                                    | 10月24日 | 25年目の浮気             | 高成麻畝子 | 16.4%  |
| 第4話                                                    | 10月31日 | 妻が秘密を知ったとき     | 高成麻畝子 | 13.5%  |
| 第5話                                                    | 11月07日 | 結婚25年目最大の危機     | 清弘誠     | 17.6%  |
| 第6話                                                    | 11月14日 | 究極の選択妻か彼女か?    | 清弘誠     | 14.3%  |
| 第7話                                                    | 11月21日 | そして…妻はいなくなった  | 高成麻畝子 | 12.8%  |
| 第8話                                                    | 11月28日 | 別れて下さい             | 高成麻畝子 | 15.3%  |
| 第9話                                                    | 12月05日 | 最後の結婚記念日         | 清弘誠     | 14.2%  |
| 第10話                                                   | 12月12日 | 父が離婚を決意した理由   | 高成麻畝子 | 16.4%  |
| 最終話                                                   | 12月19日 | 結婚式に何が起こったか?  | 清弘誠     | 18.1%  |
| 平均視聴率 15.7%（視聴率はビデオリサーチ調べ、関東地区） |          |                          |            |        |

- 初回・最終回は21時 - 22時9分の15分拡大。

## エピソード
このドラマではFUJIWARAの藤本敏史も出演しているが、元々監督は原西にオファーをかけたつもりが現場に来たのは藤本だけだった。